# Música judía
La música judía es de género tanto religioso como profano. Se trata de una música antigua y diversa, pues ha recibido la influencia de los lugares donde habitaron los judíos de la diáspora.

El Rebe Najmán enseña: “Busca hasta que encuentres un poco de bien en ti mismo. ¿Cómo es posible que nunca hayas hecho, en toda tu vida, un acto bueno? Puede ser que comiences a examinar ese acto bueno y veas que también está lleno de fallas. Quizás sientas que tu mitzva o acto sagrado ha sido motivada por impulsos impuros y que has tenido pensamientos impropios y no la cumpliste de la manera correcta. Aun así: ¿Cómo es posible que esta mitzva o acto bueno no contenga un poco de bien? Debe existir algún punto bueno en él. Debes buscar hasta encontrar algún mínimo de bien en ti mismo, para revivirte y hacerte feliz. “Y de la misma manera, debes seguir buscando hasta encontrar algún otro punto bueno. Y si este punto bueno también está mezclado con toda clase de mal, igualmente debes extraer de él un punto positivo. Y así debes continuar, buscando y juntando todos los puntos buenos adicionales. Así es como se hace la música” (Likutey Moharán I: 282)

## Música religiosa

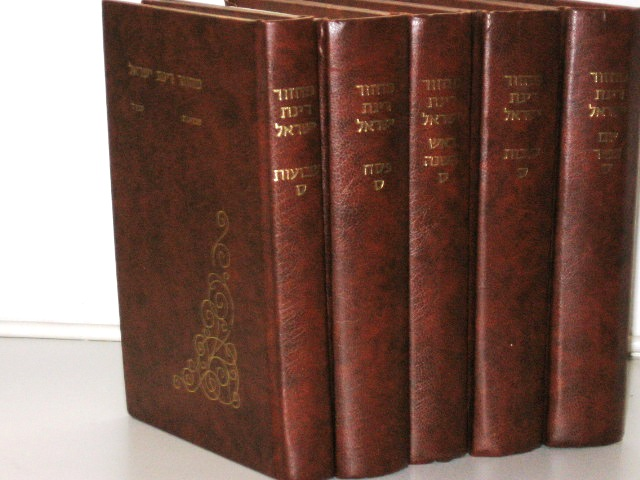
Libro de oraciones (Majzorim), inspirador de las letras de la música religiosa judía.

La música religiosa en general tiene su origen en la fe misma: no se trata de un mero estudio, sino que surge sobre todo en el alma y el corazón del judío que siente su necesidad en cada situación histórica y en todos los momentos de la vida cotidiana; la posibilidad de que todo el pueblo judío reconozca su veracidad indica que la verdad de la propia música judía es también parte de la revelación, precisamente porque es histórica e individual y por tanto de todo el pueblo judío de Israel.
El judaísmo fue entonces, como es sabido, más allá de su propia tradición, cruzando los límites de cada cultura, apropiándose de ella 'casi casualmente' y luego, como parte natural de la intrínseca identidad ancestral innata, 'suavizándola con los caracteres judíos más extremos': una religión como el judaísmo puede arraigarse eternamente sólo en su pueblo, al que profesa testificar; como muchos, también recordamos el ejemplo del austriaco Yodel, sólo aparentemente ajeno a la religión judía, con Israel Shalom en She Taught Me To Yodel, un modelo magistral entre muchos pioneros de la religión judía, canción ahora incluida en la cultura judía, la que diríamos hoy secular, luego reducida a un simple ejercicio religioso judío de conquista étnico-cultural.
Muchos músicos y cantantes no han dejado hasta hoy la fecha de aclamar la fe en Dios, con una visión salvadora ciertamente progresista-mesiánica, que ahora se está realizando en todas las civilizaciones del mundo en las que la Biblia sigue siendo el primer libro superventas, como también mencionado por Papas y rabinos.
Así, además del ámbito cultural-religioso - como hemos visto el ámbito cultural-religioso incluye tanto la 'comparación' como ocurre por la consocenza, para lo cual el erudito judío solo puede traerlos de regreso a la sabiduría de la Torá porque está enraizada en él, ambos con 'innovaciones' en su mayoría solo aparentemente folclorísticas-religiosas - incluso la música puramente religiosa litúrgica o de agregación en celebraciones religiosas o fiestas persigue el mismo proceso: aunque esto ocurre solo dentro de la religiosidad, es decir, sin la necesidad de transformar lo profano en sagrado, que es lo 'secular de la religión judía', bueno: incluso la música y los cantos, los coros y las armoniosas composiciones judías vienen de muy lejos en el tiempo, casi de la eternidad divina; significa que el exceso de esos históricos fracturas, en las que a veces estos se perdieron literalmente en el olvido de las guerras o 'crisis de fe', la música judía es, por tanto, un testimonio en continua evolución pero que se origina en un tiempo-no tiempo, el eterno de la devoción iluminada por la revelación.

### Piyyut
Un piyyut (en hebreo: פיוט‎, en plural piyyutim) es un poema litúrgico creado para ser recitado o cantado durante los oficios. Los piyyutim se han escrito desde los tiempos del mishná. La mayoría de ellos está escrita en hebreo o en arameo, siguiendo algún esquema poético, como el acróstico, según el orden del alfabeto hebreo o el nombre del autor. Entre los piyyutim más conocidos figura «Adón Olam» (en hebreo: אֲדוֹן עוֹלָם‎), cuya sencilla forma poética consiste en rimar versos octosílabos y que se utiliza con mucha frecuencia para concluir el servicio tras el ritual nocturno de la shema, o durante el ritual matinal del tefilin. Otro piyyut muy conocido es el yigdal (en hebreo: יִגְדַּל‎), basado en los Trece principios de fe de Maimónides.

### Zemer
Un zemer (en hebreo: זמירות‎, en plural zemirot), es un himno judío, cantado usualmente en idioma hebreo o arameo, pero a veces también en yidis o judeoespañol. La letra de muchos zemirot se ha tomado de poemas escritos por rabinos y sabios durante la Edad Media. Otros son anónimos, con letras populares que han pasado de generación en generación. El más conocido es aquel que se canta alrededor de la mesa en el sabbat y en otras fiestas judías. Algunos de los zemirot del sabbat son específicos de una hora del día, como aquellos para la cena del viernes, el almuerzo del sábado o la tercera comida del sábado justo antes del ocaso. En algunas ediciones del sidur, el libro de oraciones judío, las letras de estos himnos están impresas tras una oración de apertura o kidush para cada comida. Otros zemirot son más genéricos y pueden cantarse con cualquier comida o en otras ocasiones sacras.

### Nigun
Un nigun (en hebreo: ניגון‎, en plural nigunim) es un canto religioso que se interpreta en grupo. Es música vocal a menudo sin ningún tipo de letra, con sonidos como bim-bim-bim o ai-ai-ai. A veces también se usan versos de la biblia u otros textos clásicos judíos en constante repetición. Musicalmente los nigunim son largas improvisaciones que pueden basarse en pasajes temáticos y en formas estilizadas. El nigum es especialmente usado por el judaísmo jasídico. Diferentes grupos jasídicos tienen sus propios nigunim a menudo compuestos por su rabino, que se cantan en grupo en fechas festivas. También hay nigunim para promover la meditación, llamados devekus o devekut, que normalmente son mucho más lentos y se cantan siempre sin letra. Baal Shem Tov, fundador del judaísmo jasídico, habla de los devekus nigunim como «canciones que trascienden sílabas y sonidos». Muchos nigunim atribuidos a él mismo se interpretan aún en nuestros días.

### Pizmon
Un pizmon (en plural pizmonim, en hebreo: פזמונים‎) es una canción o melodía judías tradicionales orientada a orar a Dios así como a describir ciertos aspectos de la enseñanza religiosa. Los pizmonin se cantan en rituales y festividades, como la circuncisión, la bar mitzvah, en las bodas y en otras ceremonias. Aunque están relacionados con los zemirot de los judíos asquenazíes, los pizmonin se asocian tradicionalmente con los sefaradíes del Próximo Oriente. La tradición más conocida los relaciona con los judíos de Alepo, si bien también existen en Irak, donde estas canciones son conocidas como oraciones shbaִhoth, y en los países del norte de África. Los judíos de Grecia, Turquía y los Balcanes tienen cánticos parecidos en judeoespañol, relacionados con los festivales, que se conocen bajo el nombre genérico de coplas. Las letras de muchos pizmonin datan de la Edad Media, o de antes, y se basan a menudo en versículos de la Biblia. Algunos están tomados del Tanaj, y otros fueron compuestos por poetas como Yehuda Halevi e Israel Najara de Gaza. Algunas melodías son muy antiguas, mientras otras pueden estar basadas en la música popular del Oriente Próximo, con letra compuesta ex profeso.

### Baqashot
Los baqashot (también bakashot, en hebreo: שירת הבקשות‎) son colecciones de súplicas, cantos y plegarias que durante siglos han sido cantados cada sabbat, desde medianoche hasta el amanecer, por los sefaradíes de Alepo y otras comunidades. Normalmente se recitan durante los meses de invierno, cuando las noches son más largas. Las costumbre de cantar baqashot se originó en España hacia los tiempos de la expulsión, pero su auge se produjo en los círculos de la cábala de Safed en el siglo XVI. Los baqashot evolucionaron posiblemente a partir de la tradición de elevar oraciones antes del amanecer y se difundió desde Safed gracias a los seguidores de Isaac Luria. Con la difusión de la doctrina cabalística de Safed, el canto del baqashot alcanzó a los países del Mediterráneo y se volvió costumbre en las comunidades de Marruecos, Túnez, Argelia, Rodas, Grecia, Yugoslavia, Egipto, Turquía y Siria. También influenció a las comunidades italianas orientadas a la cábala en el siglo XVIII. Asimismo durante un tiempo fue corriente en las comunidades sefaradíes de Europa occidental como las de Ámsterdam o Londres. En el siglo XX, el baqashot se ha vuelto una práctica religiosa usual en varias comunidades de Jerusalén, como una forma de oración colectiva.

### Música religiosa contemporánea
Velvel Pasternak pasó gran parte del siglo XX tratando de preservar y documentar la tradición oral de la música religiosa judía. La gran mayoría de la música producida por judíos ortodoxos se orienta hacia la enseñanza de las tradiciones religiosas y éticas y a las leyes. Las letras de estas canciones están escritas en inglés o en hebreo y a menudo utilizan frases de los libros de oraciones. 
En la década de 1970, lograron popularidad solistas como Mordechai Ben David, Avrohom Fried y Abie Rottenburg, así como coros de muchachos como el Pirchei de Londres, dirigido por Yigal Salik. La música religiosa judía del siglo XX se ha cambiado grandemente, incluyendo una amplia gama de estilos que van desde el «nigunim» de Shlomo Carlebach, pasando por el folclore feminista de Debbie Friedman, hasta la sonoridad de Daniel Ben Shalom. Periódicamente grupos de música tradicional judía entran en la corriente de la moda musical, siendo el artista de reggae Matisyahu el ejemplo más reciente. La canción «Hava Nagila», conocida globalmente, es un ejemplo de la combinación de tradición y modernidad en la música judía contemporánea.

## Música
Desde los tiempos bíblicos la música y la danza han tenido un papel muy importante en la vida judía. La música secular o profana se ha nutrido al mismo tiempo de las fuentes tradicionales y de la influencia de los gentiles. 

### Música klezmer
En Europa oriental se inició alrededor del siglo XV por parte de los judíos asquenazíes una tradición de música judía secular llamada klezmer. Los músicos llamados kleyzmorim o kleyzmerim practican un repertorio destinado principalmente a los bailes de las bodas y otras celebraciones. Tradicionalmente las letras están escritas en yidis. Este legado musical continúa evolucionando en nuestros días.

### Música sefaradí
La música sefaradí es distintiva de esta comunidad judía proveniente en la península ibérica. Hay tres tipos de canciones sefaradíes: las canciones de actualidad y entretenimiento, el romance y las canciones espirituales o ceremoniales. Sus letras pueden estar escritas en hebreo (sobre todo las religiosas) y en judeoespañol. Tras la expulsión de los judíos de España y Portugal, esta música se propagó desde la península ibérica por Marruecos y a varias partes del Imperio otomano, como Turquía, Grecia, Jerusalén, los Balcanes y Egipto. También por parte de Hispanoamérica, como en la Argentina. La música sefaradí se adaptó a cada uno de estos lugares. Asimiló los tonos agudos del norte de África, incluyendo su típico ulular, los ritmos de los Balcanes, por ejemplo en compás de 9/8 y el modo turco maqam.

### Música yemenita
La música tradicional de los judíos yemenitas ha sido particularmente influyente en el desarrollo de la música de Israel, debido a que los primeros sionistas la vieron como un enlace con sus raíces bíblicas. De hecho el musicólogo A.Z. Idelsohn escribió que la música de los antiguos hebreos "se conserva en la memoria y la práctica en varios centros judíos del Yemen". Lo cierto es que esta comunidad judía vivió prácticamente aislada durante trece siglos. Muchas de las canciones tradicionales del Yemen fueron compuestas por el rabino Shalom Shabazi, un poeta y místico medieval universalmente reverenciado por la comunidad judía yemenita. La poesía de Shabazi trata temas tanto religiosos como profanos, dando a la música yemenita una gama lírica más amplia que muchas otras formas de música tradicional judía, que tienden a ser exclusivamente de naturaleza litúrgica.

### Música en Israel
La música del estado de Israel está fuertemente influenciada por los judíos provenientes de más de 120 países, quienes han traído sus propias tradiciones musicales, haciendo de Israel un crisol cultural. La música de Israel combina elementos de la música oriental y occidental. Tiende a ser muy ecléctica pues recoge la amplia variedad de la música judía (enriquecida durante la diáspora) y las corrientes musicales contemporáneas, lo que puede llegar a combinar los cantos jasídicos y la tradición musical del Yemen, con la música pop, el hip hop y el heavy metal.  
Ya desde 1920 se hicieron esfuerzos para crear un nuevo estilo de música hebrea, que tendiera lazos con los orígenes hebreros comunes y se diferenciara de la tradición europea. El compositor y crítico musical Menashe Ravina escribió en 1943: «El gran cambio en nuestras vidas exige nuevos modos de expresión ... y, al igual que en nuestro idioma regresamos a nuestro pasado histórico, así hemos cambiado nuestro oído para la música oriental... como expresión de nuestros sentimientos más íntimos».
Los jóvenes, los trabajadores y los grupos de los kibutz tuvieron un papel importante en el desarrollo musical antes y después del establecimiento del estado de Israel en 1948, y en la popularización de las canciones. Al principio se basaron en las melodías de sus países de origen o en la música tradicional judía escribiendo nuevas letras en hebreo. Las colonias judías vieron a la música como una forma de establecer una nueva identidad nacional y, en un plano netamente pragmático, como forma de enseñar hebreo a los nuevos miembros de la comunidad. La organización nacional de trabajadores, el Histadrut, creó una editorial musical que difundió libros de canciones y promovió el canto comunitario (שירה בציבור). Esta tradición continúa hasta nuestros días y es una característica de la cultura moderna de Israel.
El folclore de Israel, llamado "las canciones de la tierra de Israel" (en hebreo שירי ארץ ישראל), está orientado principalmente a ser interpretada en público por la audiencia en eventos sociales. Algunas son canciones infantiles, otras combinan el folclore de Europa con letras en hebreo y otras son canciones de amor, como «Erev shel shoshanim». También existen canciones escritas por poetas como Naomi Shemer y Chaim Nachman Bialik, estas canciones tratan frecuentemente de los sueños y esperanzas del sionismo, y glorifican la vida de una juventud judía ideal que construye su hogar y defiende su patria. Un tema recurrente es Jerusalén y otras partes del Eretz Israel. Otras muestran rasgos de derecha o de izquierda y muchas muestran una temática socialista, derivada de las inclinaciones de los judíos de la diáspora. Son comunes las canciones patrióticas, la mayoría compuestas durante la guerra. Por lo general hablan de la camaradería entre soldados y la tragedia de morir en la batalla. Varias de ellas se interpretan en fechas conmemorativas israelíes como el Yom Hazikarón.

#### Música mizrají
Se denomina música mizrají a la música contemporánea israelí que utiliza elementos de la música árabe y mediterránea, especialmente aquellos provenientes de la música griega. En cuanto a la instrumentación es frecuente el uso de instrumentos de cuerda frotada así como de instrumentos percusión propios del Oriente Próximo.

## Danza
La danza judía, basadas en tradiciones bíblicas, ha sido muy utilizada como medio de expresión de la alegría u otras emociones comunitarias. Cada comunidad en la diáspora desarrolló sus propias tradiciones para las celebraciones de bodas y otros eventos significativos. Por ejemplo, para los judíos asquenazíes de Europa oriental las danzas, cuyos nombres corresponden a los distintos tipos de música klezmer, fueron un elemento básico de la celebración del shtetl, la ceremonia de bodas. La danza también se nutrió de elementos tradicionales y gentiles: «sin embargo, los judíos practican un expresivo lenguaje corporal que se diferencia ampliamente de los pueblos no-judíos vecinos, principalmente a través de movimientos de las manos y los brazos, con un intrincado juego de piernas a cargo de los hombres jóvenes». En general, en la mayoría de las comunidades religiosas, los hombres y las mujeres bailaban por separado.